# オッダ

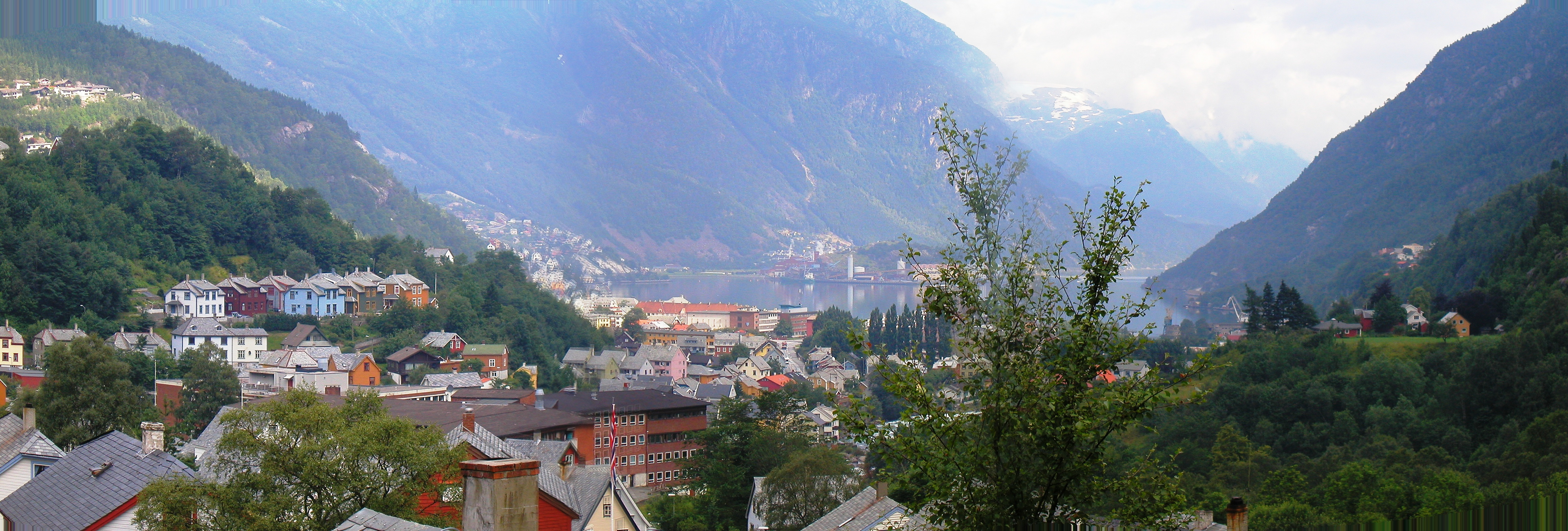
オッダ

オッダ自治体時代の領域

オッダ自治体の紋章

オッダ（ Odda）はノルウェーのヴェストラン県ウレスヴァン市に属している町。オッダの町はハルダンゲルフィヨルドの端に位置しており、県南部の中央部にある。
1913年7月1日にウレスヴァン（Ullensvang）と切り離され、1964年1月1日にオッダにローラル（Røldal）を編入した。2020年1月1日、オッダはウレスヴァンに編入され、独立した自治体ではなくなった。基礎自治体時代の面積は1,648平方キロメートル、人口は7,727人（2000年時点）。
この区でエリング・ジョンソンが肥料を作り出す生成方法を考え、「オッダプロセス」とも呼ばれている。
オッダは最初の教会が建設された古い農場オッダにちなんで名付けられ、岬という意味を持っている。
区章は鏃を表している。